# Метод гідропрослуховування пласта
Метод гідропрослуховування пласта (рос. метод гидропрослушивания пласта; англ. method of formation hydrodynamic examination; нім. Schichtabhörmethode f) – метод гідродинамічного дослідження свердловин при неусталених режимах фільтрації, суть якого полягає в тривалому спостереженні за відновленням тиску, що дає змогу встановити фільтраційні параметри чи їх зміни у віддаленій частині пласта. 